# Alhara
Alhara (arabisch الحارّة, DMG al-Ḥārra; auch Khirbet al-Harra geschrieben; Übersetzung: „die Heiße“) ist eine Stadt im Süden Syriens, die administrativ zum Bezirk al-Sanamayn des Gouvernements Darʿā gehört. Sie liegt in der Hauran-Ebene, 55 Kilometer nördlich von Darʿā und östlich von Bir Ajam und den Golanhöhen, nordwestlich von Jasim, westlich von al-Sanamayn und südwestlich von Kafr Schams. Bei der Volkszählung 2004 des Zentralen Statistischen Büros hatte Alhara eine Bevölkerung von 17.172 Einwohnern.